# علوم دقیقه
علوم دقیقه آن دسته از علوم هستند «که به دقت مطلق در نتایج خود اذعان دارند»؛ به ویژه علوم ریاضی. نمونه‌های علوم دقیقه ریاضیات، نورشناسی، اخترشناسی و فیزیک هستند که بسیاری از فلاسفه از دکارت، لایبنیتس و کانت گرفته، تا اثبات‌گرایان منطقی آنها را به عنوان پارادایم‌های دانش عینی و عقلانی در نظر گرفتند. این علوم در بسیاری فرهنگ‌ها از دوران باستان تا عصر جدید رواج داشته‌اند.